# Kansas City Chiefs 1967
La stagione 1967 dei Kansas City Chiefs è stata l'ottava della franchigia nell'American Football League. Con un record nella stagione regolare di 9-5, i Chiefs campioni in carica si piazzarono secondi nella Western Division, non riuscendo a fare ritorno in finale.
Gli special team della squadra furono rinforzati dall'arrivo del kicker Jan Stenerud dalla Montana State University e dal kick returner Noland “Super Gnat” Smith da Tennessee State. L'interesse attorno alla squadra aumentò considerevolmente, costringendo ad aumentare la capienza del Municipal Stadium da 40.000 a 47.000. In giugno, gli elettori della Contea di Jackson approvarono la costruzione di un nuovo complesso sportivo da 43 milioni di dollari da completare per il 1972.
La prima partita dei Chiefsnon di playoff contro una squadra della NFL risultò in un convincente 66–24 in pre-stagione contro i Chicago Bears al Municipal Stadium il 23 agosto. Gli infortuni tuttavia colpirono durante i Chiefs durante la stagione regolare, finendo dietro agli Oakland Raiders (13–1).

## Roster
| Roster dei Kansas City Chiefs nel 1967 |
| --- |
| Quarterback - 16 Len Dawson - 11 Jacky Lee Running Back - 23 Bert Coan - 21 Mike Garrett - 38 Wendell Hayes FB Wide Receiver - 89 Otis Taylor Tight End Offensive Linemen - 73 Dave Hill T - 55 E.J. Holub C - 64 Curt Merz G - 77 Jim Tyrer T Defensive Linemen - 87 Aaron Brown DE - 86 Buck Buchanan DT Linebacker - 52 Bud Abell - 78 Bobby Bell - 63 Willie Lanier - 51 Jim Lynch Defensive Back - 18 Emmitt Thomas CB Special Team - 3 Jan Stenerud K - 44 Jerrel Wilson P |
| Legenda - I rookie sono in corsivo. - Il primo ruolo è il principale mentre gli eventuali successivi indicano i ruoli secondari. - (IR) sta per Injured Reserve ed indica la lista ristretta per un solo giocatore infortunato che può tornare ad allenarsi dopo la settimana 6 e a rientrare in prima squadra dopo che questa ha giocato 8 partite. - (NF-Inj.) / (NF-Ill.) stanno rispettivamente per Non-Football Injured e Non-Football Illness ed indicano le liste dove viene inserito un giocatore che ha un infortunio o una malattia non dipendente dal football americano. - (PUP) sta per Physically Unable to Perform ed indica la lista dove viene inserito un giocatore mentre è in attesa di recuperare la condizione fisica. Nella stagione regolare dopo la sesta partita giocata dalla propria squadra, il giocatore ha tempo tre settimane per riprendere ad allenarsi, più tre settimane aggiuntive dal suo rientro agli allenamenti per rientrare in prima squadra. |

## Calendario

### Stagione regolare
| Stagione regolare |                    |                       |                    |                    |
| Turno             | Data               | Avversario            | Risultato          | Pubblico           |
| 1                 | 9 settembre        | at Houston Oilers     | V 25–20            | 28,003             |
| 2                 | Settimana di pausa | Settimana di pausa    | Settimana di pausa | Settimana di pausa |
| 3                 | 24 settembre       | at Miami Dolphins     | V 24–0             | 36,272             |
| 4                 | 1º settembre       | at Oakland Raiders    | S 21–23            | 50,268             |
| 5                 | 8 ottobre          | Miami Dolphins        | V 41–0             | 45,291             |
| 6                 | 15 ottobre         | at San Diego Chargers | S 31–45            | 43,355             |
| 7                 | 22 ottobre         | Houston Oilers        | S 19–24            | 46,365             |
| 8                 | 29 ottobre         | Denver Broncos        | V 52–9             | 44,002             |
| 9                 | 5 novembre         | New York Jets         | V 42–18            | 46,642             |
| 10                | 12 novembre        | at Boston Patriots    | V 33–10            | 23,010             |
| 11                | 19 novembre        | San Diego Chargers    | S 16–17            | 46,738             |
| 12                | 23 novembre        | Oakland Raiders       | S 22–44            | 44,020             |
| 13                | 3 dicembre         | Buffalo Bills         | V 23–13            | 41,948             |
| 14                | 10 dicembre        | at New York Jets      | V 21–7             | 62,891             |
| 15                | 17 dicembre        | at Denver Broncos     | V 38–24            | 31,660             |

## Classifiche
| AFL Western Division |    |    |   |      |     |     |     |     |
|                      | V  | S  | P | %    | DIV | PF  | PS  | STR |
| Oakland Raiders      | 13 | 1  | 0 | .929 | 6–0 | 468 | 233 | V10 |
| Kansas City Chiefs   | 9  | 5  | 0 | .643 | 2–4 | 408 | 254 | V3  |
| San Diego Chargers   | 8  | 5  | 1 | .615 | 4–2 | 360 | 352 | S4  |
| Denver Broncos       | 3  | 11 | 0 | .214 | 0–6 | 256 | 409 | S1  |

Nota: I pareggi non venivano conteggiati ai fini della classifica fino al 1972.